# Richard W. Habersham
Richard Wylly Habersham (* Dezember 1786 in Savannah, Georgia; † 2. Dezember 1842 in Clarkesville, Georgia) war ein US-amerikanischer Politiker. Zwischen 1839 und 1842 vertrat er den Bundesstaat Georgia im US-Repräsentantenhaus.

## Leben
Richard Habersham war ein Neffe von John Habersham (1754–1799) und von Joseph Habersham (1751–1815), die beide als Delegierte am Kontinentalkongress teilnahmen. Er besuchte zunächst private Schulen und studierte danach bis 1810 am Princeton College. Nach einem anschließenden Jurastudium und seiner Zulassung als Rechtsanwalt begann er in Savannah in seinem neuen Beruf zu arbeiten. Anschließend war er bis 1825 Bundesstaatsanwalt. Kurzzeitig amtierte Habersham auch als Attorney General des Staates Georgia. Im Jahr 1835 zog er nach Clarkesville im nach seinem Onkel Joseph benannten Habersham County. Politisch wurde er Mitglied der Whig Party.
Bei den staatsweit abgehaltenen Kongresswahlen des Jahres 1838 wurde Habersham für das sechste Abgeordnetenmandat von Georgia in das US-Repräsentantenhaus in Washington, D.C. gewählt, wo er am 4. März 1839 die Nachfolge von Hopkins Holsey antrat. Nach einer Wiederwahl konnte er bis zu seinem Tod am 2. Dezember 1842 im Kongress verbleiben. Seit 1841 wurde auch die Arbeit des Kongresses von den Auseinandersetzungen zwischen den Whigs und dem neuen US-Präsidenten John Tyler überschattet. Damals wurde auch über eine mögliche Annexion der seit 1836 von Mexiko unabhängigen Republik Texas diskutiert.
Nach einer Nachwahl fiel Habershams Mandat an seinen Parteikollegen George W. Crawford.